# Fox Broadcasting Company
Fox Broadcasting Company (comúnmente conocida como Fox y estilizada como FOX) es una cadena estadounidense de televisión abierta que es propiedad emblemática de Fox Corporation. La cadena tiene su sede en Avenida de las Americas 1211 en la ciudad de Nueva York, con oficinas adicionales en el Fox Broadcasting Center (también en Nueva York) y en el Fox Television Center en Los Ángeles.
Fue lanzado el 9 de octubre de 1986, como un competidor de las tres grandes cadenas de televisión (ABC, CBS y NBC). Fox se convirtió en el intento más exitoso de una cuarta cadena de televisión. Fue la cadena de transmisión gratuita mejor calificada en el grupo demográfico entre los 18-49 de 2004 a 2012, y se ganó el puesto como la cadena de televisión estadounidense más vista en audiencia total durante la temporada 2007-08.
Fox y sus compañías afiliadas operan muchos canales de entretenimiento en los mercados internacionales, aunque estos no transmiten necesariamente la misma programación que la cadena de Estados Unidos. La mayoría de los televidentes en Canadá tienen acceso a al menos un afiliado de Fox con sede en los Estados Unidos, ya sea de forma gratuita o a través de un proveedor de televisión de paga, aunque desde 1994 las transmisiones de la NFL de Fox y la mayor parte de su programación de horario estelar están sujetas a regulaciones de pago simultáneo con los proveedores de televisión impuestos por la Comisión canadiense de radiodifusión y telecomunicaciones (CRTC) para proteger los derechos de las redes locales.
La cadena lleva el nombre de 20th Century Fox, la compañía matriz original de Fox (y que sigue siendo su principal proveedor de programación, a pesar de su adquisición por The Walt Disney Company), e indirectamente por el productor William Fox, quien fundó uno de los predecesores del estudio de cine, Fox Film. Fox es miembro de la North American Broadcasters Association y de la National Association of Broadcasters.

## Historia
La 20th Century Fox se involucró en la televisión en la década de 1955. La empresa produjo varios programas sindicados durante esta época. En noviembre de 1956, 20th Century Fox adquirió el 50 % de la NTA Film Network, un sindicador de películas y programas de televisión. Tras la desaparición de la cadena de televisión DuMont, NTA fue lanzada como una nueva "Cuarta Cadena". 20th Century-Fox también produjo contenidos originales para la red de NTA. La red no prosperó, pero Fox continuó incursionando en la televisión a través de su rama de producción, TVC Television Productions, a cargo de la producción de series como Perry Mason para las tres grandes cadenas de televisión (ABC, CBS y NBC).

### 1986-1989: La cuarta nueva cadena de televisión

#### Fundaciones
Una nueva red de Fox fue colocada en marzo de 1985 mediante la compra por 250 millones de dólares por parte de News Corporation del 50 por ciento de las tenencias de TVC, la empresa matriz del estudio de cine 20th Century Fox. En mayo de 1985, News Corporation acordó pagar 1550 millones de dólares por estaciones de televisión independientes en seis grandes ciudades de los EE. UU. de la compañía de John Kluge, Metromedia. Estas estaciones fueron WNEW-TV en Nueva York, WTTG en Washington D. C., KTTV de Los Ángeles, KRIV-TV en Houston, WFLD en Chicago, y KRLD en Dallas. Una séptima estación, WCVB-TV en Boston, fue parte de la transacción original, pero se separó en un acuerdo separado, simultáneo a la Hearst Corporation, como parte de un derecho de adquisición preferente en relación con 1982 la venta de esa estación de Metromedia.

#### El comienzo de la cadena
En octubre de 1985, 20th Century Fox anunció su intención de formar un sistema independiente de televisión, una cuarta cadena de televisión que podría competir con las tres principales redes de televisión de EE. UU. (ABC, CBS y NBC). Los planes eran utilizar la combinación de los estudios Fox y la ex estaciones de Metromedia tanto para producir y distribuir la programación. Los planes de organización de la red se mantuvieron a raya hasta que las adquisiciones de Metromedia despejaron los obstáculos regulatorios. Luego, en diciembre de 1985, Rupert Murdoch acordó pagar US $ 325 millones para adquirir el resto de los estudios de su pareja original, Marvin Davis. La compra de las estaciones de Metromedia fue aprobado por la Comisión Federal de Comunicaciones en marzo de 1986, las salidas de Nueva York y Dallas fueron a denominarse WNYW y KDAF respectivamente. Estas primeras seis estaciones, y luego de radiodifusión para el 22 por ciento de los hogares de la nación, que se conoce como la Fox Television Stations Group.
El primer programa de la cadena era un talk show nocturno, The Late Show, que se estrenó el 9 de octubre de 1986 con Joan Rivers como anfitriona. Después de un comienzo fuerte, el espectáculo erosionado rápidamente en las clasificaciones y principios de 1987, Ríos dejar de fumar tenían y el espectáculo fue auspiciado por una sucesión de presentadores invitados. Después de ese momento, algunas estaciones que afiliada a la cadena unas semanas antes de su lanzamiento en abril de 1987 en horario estelar, como la WCGV-TV de Milwaukee, firmó acuerdos de afiliación con la condición de que no tendría que llevar a la última demostración debido a la debilidad del programa de las calificaciones.
La cadena de televisión se estrenó en prime time el 5 de abril de 1987, con la serie Married with Children y The Tracey Ullman Show. Se añade un nuevo show cada semana durante las próximas semanas, con la serie 21 Jump Street, el Sr. Presidente y de Duet completar su horario de domingo. A partir del 11 de julio, la red lanzó su programa inaugural la noche del sábado con dos horas estreno de la película de hombre lobo, y durante los siguientes tres semanas, las series The New Adventures of Beans Baxter, Karen's Song y Un loco suelto en Beverly Hills, se han añadido. Tanto Karen's Song y Un loco suelto en Beverly Hills fueron cancelados por el comienzo de la temporada televisiva 1987-1988, el primer fracaso del lanzamiento de la cadena, y fueron reemplazados por Second Chance y Women in Prison.
La cadena ya había decidido cancelar el último show, y había una serie de reemplazo llamada The Wilton North Report, cuando el show comenzó un resurgimiento de las calificaciones con su anfitrión de la huésped final, el comediante Arsenio Hall. Wilton Norte duró sólo unas pocas semanas, sin embargo, la red no pudo llegar a un acuerdo con el Ayuntamiento para volver a toda prisa cuando se revivió la última demostración a principios de 1988. El espectáculo volvió a presentadores invitados de nuevo, a la larga selección de Ross Shafer como su sede permanente, y se canceló definitivamente en octubre de 1988, mientras que Hall firmó un acuerdo con Paramount Television para desarrollar su propio late show sindicado de hablar la noche, The Arsenio Hall Show.
A esta se sumó su tercera noche de la programación de la temporada televisiva 1989-1990. Poco a poco añadir noches de programación en los próximos años, que se transmite siete noches por primera vez en la temporada televisiva 1993-1994. La temporada 1989-1990 también contó con una serie reemplazo de temporada, Los Simpson, clasificado en un triple empate para el puesto 28 en las calificaciones de Nielsen, se convirtió en la primera serie de Fox en llegar al Top 30.
A diferencia de las tres redes más grandes, que salió al aire la programación prime time de 8:00 a 11:00 p.m. de lunes a sábado y los domingos de 7:00 a 11:00 p.m., Fox ha evitado tradicionalmente la programación de las 10:00 p.m., dejando a esa hora a los afiliados al programa a nivel local y tenía un horario de programación en la hora de las 10:00 p.m. del domingo por la noche entre 1989 y 1992, pero nunca aportó de programación en cualquier otra noche.
A excepción de la estación KDAF (que fue vendida a Renaissance Broadcasting n 1995 y se convirtió en una filial del Banco Mundial, al mismo tiempo), todas las estaciones originales siguen siendo parte de la red de hoy en día Fox. Clarke Ingram, que mantiene un sitio web en memoria de la DuMont Television Network, ha sugerido que Fox es un renacimiento, o al menos un descendiente lineal de DuMont, ya que Metromedia se separó de DuMont y estaciones de Metromedia de televisión formaron el núcleo de la red de Fox. WNYW (originalmente conocido como WABD) y WTTG fueron dos de los tres originales de propiedad de y operado las estaciones de la red de DuMont.

### 1990-1999: El fracaso
La rebelión en la corriente principal success Fox sobrevivido en DuMont y otros intentos de iniciar una cuarta red, ya que no programado justo debajo de la cantidad de horas que legalmente se considera una red por la FCC. Esto Fox permite ganar dinero de forma prohibida a las redes establecidas, ya que durante sus primeros años se consideró que sólo un gran grupo de estaciones. En comparación, DuMont se ven entorpecidos por numerosos obstáculos reguladores, en particular la prohibición de la adquisición de más estaciones desde su dueño minoritario, Paramount Pictures poseía dos estaciones de televisión. En combinación con estaciones de televisión de DuMont tres, esto puso a DuMont en el límite legal en el momento. Además, Murdoch era más que dispuesto a abrir su cartera para obtener y mantener la programación y el talento. DuMont, en cambio, opera con un presupuesto reducido y fue incapaz de mantener los programas y las estrellas que había. La mayoría de las otras redes de arranque (como las cadenas The WB, UPN y The CW) siguieron este modelo.
Aunque Fox fue creciendo rápidamente como una red y se había establecido como una presencia, todavía no era considerado como un importante competidor para las cadenas de televisión tres grandes (ABC, CBS y NBC). Hasta la década de 1990, la mayoría de las estaciones de Fox eran todavía esencialmente independientes. La red no tiene cuota de mercado significativa hasta mediados de la década de 1990, cuando News Corp. compró más grupos de estaciones. El primero fue Nueva Comunicación Mundial, que había firmado un acuerdo de afiliación con Fox en 1994. Más tarde, en 2001, Fox compró varias estaciones de propiedad de Chris-Craft Industries y sus subsidiarias Comunicaciones BHC y el Reino Unido de televisión (la mayoría de ellos eran afiliados de UPN, aunque uno más tarde se convirtió en un Fox O&O). Esto hizo que uno de los mayores propietarios de estaciones de televisión en los Estados Unidos.
Todo esto cambió cuando Fox atrajo a la Liga Nacional de Fútbol de distancia de la CBS en 1993. Se firmó un gran contrato para transmitir la Conferencia Nacional, que incluye atraer a Pat Summerall, John Madden, Dick Stockton, Matt Millen, James Brown, y Terry Bradshaw (así como muchos miembros del personal de producción detrás de las escenas) de CBS Sports también. El acuerdo de la Conferencia Nacional, de hecho, fue el impulso para que el acuerdo de afiliación con el Nuevo Mundo, muchas de las estaciones del Nuevo Mundo eran de larga data afiliados CBS. Después de adquirir los derechos de la NFL, Fox estaba en el mapa para siempre.[cita requerida]
En los principios de 1990, se realizó un lanzamiento de varias telenovelas de drama, dirigidos a audiencias más jóvenes que se convirtieron en éxitos absolutos: Beverly Hills, 90210, Melrose Place, New York Undercover, y Party of Five. En 1993 vio la pesada promoción y el estreno de una película del oeste de corta duración con elementos de ciencia-ficción, The Adventures of Brisco County, Jr. Sin embargo, fue el espectáculo que se estrenó la noche del viernes que le sigue, The X-Files, que encontraría éxito duradero, y sería la primera serie de Fox para acabar de fin de año de Nielsen Top 20.
La serie de sketch de comedia In Living Color ha creado muchos personajes memorables (y lanzó las carreras de las futuras estrellas de cine, como Jim Carrey, Jamie Foxx, Damon Wayans, Keenen Wayans y "Fly Girl",  la bailarina Jennifer López).
MADtv, otra serie de sketch de la comedia que debutó en 1995, se convirtió en un sólido competidor de la NBC Saturday Night Live para más de una década y el espectáculo de mayor éxito en las noches de sábado. MADtv terminó en 2009.
Fox se expandiría a una semana completa de programación en 1993, que incluye la programación de la ruptura éxito de Los Simpson frente a la NBC The Cosby Show como una de las iniciales de Fox en el horario de los jueves por la noche en el otoño de 1990 (junto con el futuro éxito de Beverly Hills, 90210) después de sólo la mitad de la temporada de éxito en las noches de domingo. El espectáculo se desempeñó bien en su nueva franja del jueves por la noche, de pasar cuatro temporadas allí y ayudar al lanzamiento de Martín, otro éxito de Fox en 1992. Los Simpson volvió a los domingos por la noche en el otoño de 1994, y ha estado allí desde entonces.
Un intento de hacer un esfuerzo mayor para la programación del sábado por la noche con el relanzamiento de Married... with Children, Martin y otras dos olvidadas comedias viejas, comenzaron sus nuevas temporadas en 1996-97 fue contraproducente con el público, ya que dio lugar a una cancelación por tener el índice de audiencia más bajo. Los más buscados de Estados Unidos fue muy criticada por la policía y los funcionarios públicos, y generó un rechazo rotundo por parte del público, que trajo la cancelación rápida de la serie. Martin rápidamente regresó a sus noches anteriores. Dos meses más tarde un calendario revisado con un nuevo episodio y la repetición de Policías, los revivió a Los más buscados de Estados Unidos: Lucha Latina Volver se puso en marcha. COPS ha tenido éxito durante muchos años y siguió siendo el ancla de la noche de los sábados, por lo que es la noche más estable en la televisión estadounidense por más de 14 años. America's Most Wanted terminó después de 23 años en junio de 2011.
Muestras notables, que debutó a finales de 1990 incluyen a la nueva serie de comedia dramática de Ally McBeal con personajes extravagantes y tradicionales That '70s Show, la segunda más larga comedia de situación en vivo de Fox detrás de Married... With Children. Para la temporada 1997-98, Fox había 3 se muestra en el Top 20 Nielsen, The X-Files que ocupó el Rey 11, de la colina, que en el puesto 15 y The Simpsons, que en el puesto 17.
La construcción alrededor de serie más famosa Los Simpson, Fox ha tenido un éxito relativo, con espectáculos de animación. Rey de la colina empezó en 1997, Family Guy y Futurama comenzaron en 1999 y fueron cancelados en 2002 y 2003, respectivamente. Sin embargo, la red encargó nuevos episodios de Padre de Familia, que comenzó en 2005 debido a las fuertes ventas de DVD y muy valorado por el público gracias a las reposiciones en Adult Swim de Cartoon Network. Futurama se reavivó con muchas ventas de DVD y cuatro películas entre 2007-2009 y se decidió que regresaría como una serie en 2010 en el canal Comedy Central. Esfuerzos menos exitosos incluyen The Critic, protagonizada por Jon Lovitz de Saturday Night Live (originalmente al aire en ABC luego se trasladó a Fox antes de ser cancelada), y los pijamas de El, (que se emitió más tarde por la cadena The WB).
A lo largo de la década de 1990, Fox puso en marcha su sistema de canales de cable como FX, Fox News Channel, FXM (en la actualidad Fox Movie Channel), una participación mayoritaria en la redes regionales de deportes de Fox Sports Net, Speed Channel, Fox Sports World (en la actualidad Fox Soccer Channel), y Fox Sports en Español (en la actualidad Fox Deportes).

### 2000-2017: Aumento del liderazgo de las calificaciones, el efecto American Idol y la feroz rivalidad con CBS
Fox muestra básica de la década de 1990 había terminado. Durante este tiempo, Fox puso gran parte de sus esfuerzos en la producción de comedia realidad, tales como: ¿Quién quiere casarse con un multimillonario?, Isla de la Tentación, Casado por Estados Unidos y Joe Millionaire, así como clips de vídeos musicales como los vídeos del mundo más salvajes desde la Policía hasta Ataque de los animales.
Después de derramar la mayor parte de estos espectáculos, Fox llenó con su línea de dramas aclamados tales como 24, The O.C., House y Bones, y comedias como The Bernie Mac Show, Malcolm in the Middle, y Arrested Development. Para el año 2005, programa más popular de Fox fue, de lejos la búsqueda de talentos American Idol, alcanzando un máximo de hasta 37 millones de espectadores en algunos episodios y de ser el país con más alto rating del programa en la temporada 2004-05.[cita requerida] House, que se transmite después de American Idol los martes por la noche y haber tenido una exitosa carrera de repeticiones de verano en 2005, se posicionó como un éxito entre los diez primeros en la temporada 2005-06. [cita requerida]
Fox conectó un hito en febrero de 2005 al anotar su primera victoria barridos entre todos los televidentes. Esto se debió principalmente a la transmisión del Super Bowl XXXIX, sino también en la fuerza de American Idol, 24, House y The O.C. Al final de la temporada televisiva 2004-05, Fox ocupa el número uno por primera vez en su historia, entre los demográficos 18-49 más atractivo para los anunciantes. Otro hito fue el 21 de mayo de 2008, Fox tomó la corona de número 1 de Valoración General de hogares por primera vez, sobre la base de la fuerza del Super Bowl XLII y American Idol.
Cerca del final de la primera década de 2000, Fox puso en marcha dos nuevas series que demostraron ser poderosas dando fuertes golpes en diferentes aspectos. En 2008, debutó Fringe con altos índices de audiencia y buenas críticas durante su primera temporada, aunque su audiencia se redujo a través de su recorrido, la serie ha ayudado a revertir la disminución de las fortunas de Fox en el viernes por la noche. En 2009, Fox lanzó Glee con un rating promedio, pero la recepción positiva por parte de los críticos. Las calificaciones aumentaron durante la primera temporada, y el espectáculo ha sido muy bien recibido con especial atención de los medios de tal manera que se ha formado una base de fanes leales de manera masiva. El elenco de la serie ha sido reconocido por la persona más notable del país el Presidente de los Estados Unidos Barack Obama, que le pidió al elenco presentarse en vivo en varios eventos nacionales. Al final de la década, nuevas comedias renovaron la esperanza y New Girl dio a Fox clasificaciones de sus éxitos por primera vez en la comedia de situación en vivo en el año 2011.
Se estimó en 2003 que Fox fue visto por 96,18% de los hogares de los EE. UU., alcanzando un total de 102.565.710 casas en los Estados Unidos. Fox tiene 180 VHF y UHF estaciones de propiedad de y operados o afiliados en los Estados Unidos y sus posesiones.
La transmisión analógica a través de Fox en gran parte terminó el 12 de junio de 2009, como parte de la transición a la televisión digital.
Como una red de difusión más reciente, Fox todavía tiene un número de afiliados de la televisión de baja potencia, que cubre mercados como Youngstown, Ohio (WYFX) y Santa Bárbara, California (KKFX), transmitir en formato analógico. En algunos casos, tanto de estos mercados, estas estaciones también tienen señales digitales en el subcanal digital de un canal de televisión hermano en el mismo mercado.

### 2018 – 2020: "New Fox" y venta del estudio de cine homónimo a Disney
El 27 de julio de 2018, en un acuerdo anunciado por primera vez en diciembre de 2017 y completado el 20 de marzo de 2019, los accionistas de 21st Century Fox acordaron vender la mayoría de sus activos clave (incluidos 20th Century Fox, 20th Television y FX Networks) a The Walt Disney Company por $71.3 mil millones de dólares, luego de la escisión de ciertos negocios. La venta no incluyó a la Fox Broadcasting Company ni a las estaciones de televisión ni a los canales de cable de Fox Sports, Fox News y Fox Business, que debían mantenerse bajo una compañía tentativamente denominada "New Fox". Debido a que Disney ya posee la American Broadcasting Company (ABC), la adquisición de la cadena Fox por parte de Disney habría sido ilegal según las reglas de la Comisión Federal de Comunicaciones (FCC) que prohíben una fusión entre cualquiera de las cuatro principales cadenas de transmisión.
Se reconoció que Fox había puesto un mayor énfasis en su programación deportiva en sus primeros frentes desde que se anunció el acuerdo, incluidas las adquisiciones del paquete de la NFL Thursday Night Football y los derechos de la Copa Mundial de la FIFA. También se observó que Fox había estado girando cada vez más hacia programas que podían generar grandes audiencias, en oposición a los que tenían éxito principalmente a través de la aclamación crítica. El 27 de junio de 2018, la WWE anunció que SmackDown se mudaría a Fox los viernes por la noche a partir del 4 de octubre de 2019 (reemplazando a USA Network), bajo un contrato de cinco años valorado en $205 millones de dólares por año. La red también comenzó a aumentar su producción sin guion, anunciando The Masked Singer (una nueva serie de competencia musical de celebridades basada en el formato surcoreano King of Mask Singer), y el nuevo juego muestra a Mental Samurai y Spin the Wheel para la temporada 2018 -19.
En agosto de 2018, la CEO de Fox Television Group, Dana Walden, describió cómo funcionaría la red después de la transición a New Fox. La red encargará y adquirirá series de estudios "independientes" (como Lionsgate, MGM Television, Sony Pictures Television y Warner Bros., que no poseen una cadena de transmisión importante), con Fox tomando participaciones de copropiedad en las producciones. Walden señaló que la integración vertical de las principales redes de transmisión (incluido el propio Fox) con estudios asociados tenía oportunidades limitadas para estudios externos, y citó varios programas principales que fueron distribuidos por terceros, como The Big Bang Theory y This Is Us (producidas por Warner Bros. Television y 20th Television para CBS y NBC respectivamente). También hay planes para que Fox adquiera nuevos lanzamientos directamente de sus escritores y los ofrezca a productores externos. Como parte de la transición, Fox tuvo como objetivo reducir gradualmente la cantidad de desarrollo de programación con guiones proveniente de 20th Century Fox Television, aunque incondicionales como Los Simpson permanecerán con la cadena.
Tras la finalización de la venta, la directora de la red, Dana Walden, se convirtió en presidenta de Disney Television Studios y ABC Entertainment. El presidente de AMC, Charlie Collier, sucedió a Gary Newman como presidente y CEO de Fox el 1 de noviembre de 2018. Se espera que Newman permanezca temporalmente con Fox en un papel de transición, para supervisar la transición corporativa a New Fox. A principios de 2019, The Masked Singer se estrenó con una gran audiencia, convirtiéndose en el estreno sin guion mejor calificado de Fox sin una entrada de la NFL desde 2011, y registrando las calificaciones más altas de Nielsen nuevamente después de tres días de audiencia retrasada para una serie sin guion. El 30 de enero de 2019, Fox ordenó una segunda temporada, mientras que el final de la temporada tuvo una audiencia promedio de 11.5 millones de espectadores.
Con la finalización de la compra de Disney al día siguiente, la entidad "New Fox", oficialmente llamada Fox Corporation, comenzó a cotizar formalmente el 19 de marzo de 2019. En sus frentes 2019-20 (su primer después de la finalización de la venta), Fox anunció que La segunda temporada de The Masked Singer sería parte de su línea de otoño, y había sido renovada para una tercera temporada que se estrenará en 2020 después del Super Bowl LIV. Fox anunció 10 nuevas series con guion, con tres (Bless the Harts, Not Just Me y Prodigal Son) programadas para la PROGRAMACIÓN de otoño.

## Señales
En muchos países disponía de canales temáticos, dedicados principalmente al entretenimiento, cine y series, que incluyen productos tanto de FOX como de otros canales estadounidenses. Todos estos canales actualmente son propiedad de The Walt Disney Company debido a la venta de 21st Century Fox.
- En América Latina se lanzó en 1993 y es uno de los canales de entretenimiento más importantes del continente, además de los otros canales propiedad de Fox Networks Group Latin America: Fox Channel, Fox Sports Latinoamérica, Fox Sports 2 y Fox Sports 3, FX, National Geographic Channel, Nat Geo Wild, FOX Life, Baby TV, FX Movies, Nat Geo Kids y el paquete de canales Fox Premium, adquirido junto con Cinecanal y Film Zone en 2017. El 22 de febrero de 2021 los canales de Fox cambiaron de nombre bajo la marca Star Channel, Star Life y Star Premium. El 1 de febrero del 2022, los canales de Star Premium cerraron sus emisiones.
- En España, el canal temático Fox se emite a través de Movistar+, por operadores de cable como Vodafone TV, Telecable, Euskaltel o R, y operadores de ADSL como Orange TV. Es uno de los más exitosos canales de pago en cuanto a audiencia. Sus canales en emisión son: FOX, FOX Life, Viajar, National Geographic Channel, Nat Geo Wild, Baby TV, FOX HD, FOX Life HD, National Geographic Channel HD, Nat Geo Wild HD y Viajar HD.
- En Reino Unido e Irlanda Fox UK se lanzó el 11 de enero de 2013 como un cambio de nombre de la versión doméstica de FX.
- En Australia la señal de cobro se llama FOX8.